# Kirill Nesterov
Kirill Nikolayevich Nesterov (tiếng Nga: Кирилл Николаевич Нестеров; sinh 21 tháng 7 năm 1989) là một cầu thủ bóng đá Nga thi đấu cho FCI Tallinn.